# بلقاء خيطية الأوراق
بلقاء خيطية الأوراق (الاسم العلمي:Melaleuca filifolia) هو نوع من النباتات يتبع جنس البلقاء من فصيلة الآسية.